# 24-Stunden-Rennen von Le Mans 1961

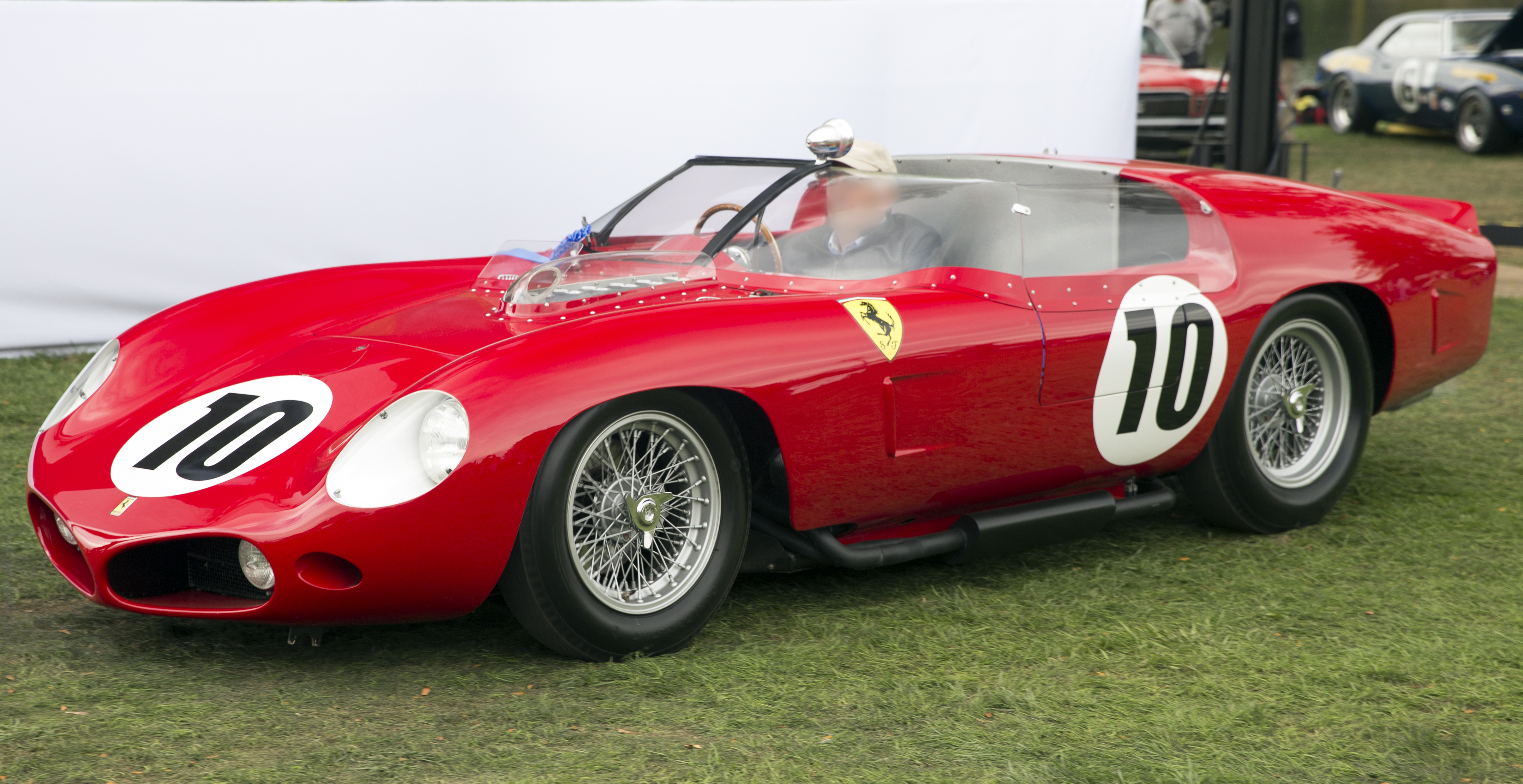
Der Ferrari 250TRI/61 mit der Startnummer 10; der Siegerwagen von Olivier Gendebien und Phil Hill

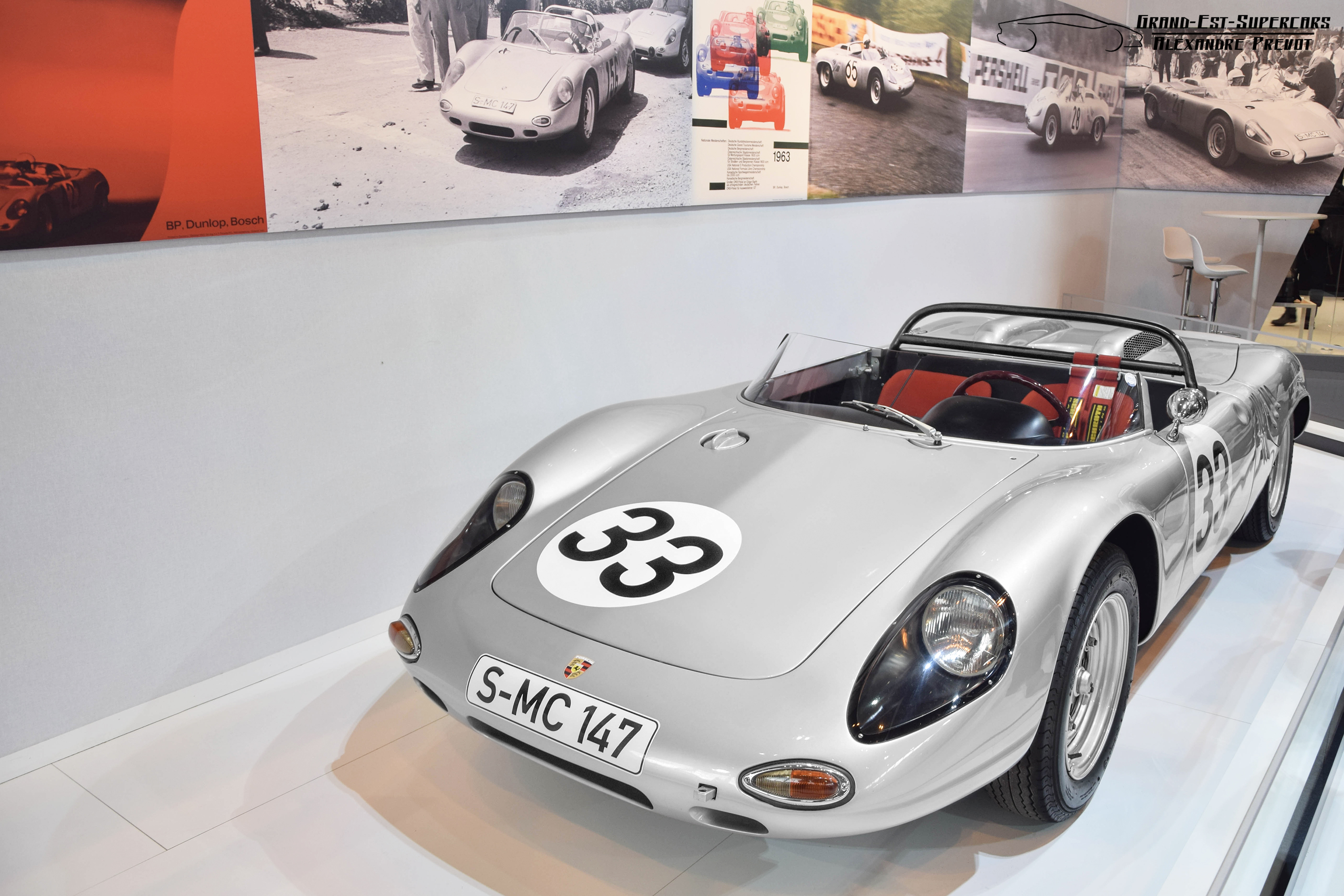
Porsche 718/4 RS Spyder mit dem Masten Gregory und Bob Holbert den 5. Gesamtrang erreichten

Das 29. 24-Stunden-Rennen von Le Mans, der 29e Grand Prix d’Endurance les 24 Heures du Mans, auch 24 Heures du Mans, Circuit de la Sarthe, Le Mans, fand vom 10. bis 11. Juni 1961 auf dem Circuit des 24 Heures statt.

## Das Rennen
Als das 24-Stunden-Rennen dieses Jahres vorüber war, hatte die Marke Ferrari mit dem fünften Gesamtsieg zu Bentley und Jaguar aufgeschlossen. Bei den Fahrern erreichte Olivier Gendebien seinen dritten Gesamtsieg und hatte damit gleich viele Erfolge wie Woolf Barnato und Luigi Chinetti eingefahren. Gemeinsam mit Phil Hill pilotierte er einen Ferrari 250TRI/61. Das Duo erzielte zwei Le-Mans-Rekorde. Erstmals wurde die 4400-km-Marke bei der Gesamtdistanz übertroffen und der Siegerschnitt lag knapp über 185 km/h. Die Favoriten waren von Anfang an die Rennwagen von Ferrari, wobei die beiden mexikanischen Rodriguez-Brüder – 19 und 21 Jahre alt – die Gunst des Publikums im Sturm erobert hatten.
Den besten Le-Mans-Start erwischte Jim Clark, der mit dem Aston Martin DBR1 in Führung ging. Den schlechtesten Start hatte Mike Parkes, der als Letzter losfuhr. Nach dem Ende der ersten Runde hatte der Brite aber die erstaunliche Anzahl von 40 Fahrzeugen überholt und lag bereits im Spitzenfeld. Der Briggs Cunningham-Maserati Tipo 63, mit Augie Pabst am Steuer, kam überhaupt nicht weg und musste von einem Mechaniker gestartet werden. Kurze Zeit nachdem der Ferrari 246SP, gefahren von Wolfgang von Trips und Richie Ginther, die Spitze übernahm, rollte der Dino ohne Benzin vor der Mulsanne aus. In der Nacht dominierten die beiden Werks-Ferrari. Der einzige Druck kam vom NART-Rodriguez-Ferrari. Am Sonntagvormittag um 7 Uhr waren die beiden Brüder bis auf zwei Sekunden an den führenden Gendebien-Ferrari herangefahren. Selten waren in Le Mans, zu diesem Zeitpunkt des Rennens, die Tribünen so gut besetzt wie 1961 um die Rodriguez-Brüder anzufeuern. Zu diesem Zeitpunkt waren die Aston-Martins und der Scuderia Serenissima-Maserati längst ausgefallen. Am Vormittag verlor der NART-Ferrari fast eine halbe Stunde an der Box. Aber die Mexikaner starteten eine grandiose Aufholjagd und lagen um 14 Uhr schon wieder auf dem zweiten Rang, ehe der Ferrari mit Motorschaden ausfiel.
Am Ende feierte Ferrari dennoch einen Dreifachsieg, da der 250 GT von Pierre Noblet und Jean Guichet noch vor dem Tipo 63 von Augie Pabst und Dick Thompson als Dritter ins Ziel kam.

## Ergebnisse

### Piloten nach Nationen
| 31 Franzosen   | 28 Briten      | 17 US-Amerikaner | 8 Belgier   | 6 Italiener |
| 4 Deutsche     | 3 Australier   | 3 Neuseeländer   | 3 Schweizer | 2 Mexikaner |
| 2 Niederländer | 2 Südafrikaner | 1 Schwede        |             |             |

### Schlussklassement
| Pos.            | Klasse | Nr. | Team                           | Fahrer                                   | Chassis                       | Motor                   | Reifen | Runden |
| --------------- | ------ | --- | ------------------------------ | ---------------------------------------- | ----------------------------- | ----------------------- | ------ | ------ |
| 1               | S 3.0  | 10  | Scuderia Ferrari               | Olivier Gendebien Phil Hill              | Ferrari 250TRI/61             | Ferrari 3.0L V12        | D      | 333    |
| 2               | S 3.0  | 11  | Scuderia Ferrari               | Willy Mairesse Mike Parkes               | Ferrari 250TRI/61             | Ferrari 3.0L V12        | D      | 330    |
| 3               | GT 3.0 | 14  | Pierre Noblet                  | Pierre Noblet Jean Guichet               | Ferrari 250 GT Berlinetta SWB | Ferrari 3.0L V12        | D      | 317    |
| 4               | S 3.0  | 7   | Briggs Cunningham              | Augie Pabst Dick Thompson                | Maserati Tipo 63              | Maserati 3.0L V12       | D      | 311    |
| 5               | S 2.0  | 33  | Porsche System Engineering     | Masten Gregory Bob Holbert               | Porsche 718/4 RS Spyder       | Porsche 2.0L Flat-4     | D      | 309    |
| 6               | GT 3.0 | 20  | North American Racing Team     | Bob Grossman André Pilette               | Ferrari 250 GT SWB            | Ferrari 3.0L V12        | D      | 309    |
| 7               | S 2.0  | 32  | Porsche System Engineering     | Edgar Barth Hans Herrmann                | Porsche 718/4 RS Coupe        | Porsche 1.6L Flat-4     | D      | 306    |
| 8               | S 2.0  | 24  | Briggs Cunningham              | Briggs Cunningham William Kimberly       | Maserati Tipo 60              | Maserati 2.0L I4        | D      | 303    |
| 9               | S 2.0  | 26  | Standard Triumph Motor Company | Peter Bolton Keith Ballisat              | Triumph TR4S                  | Triumph 2.0L I4         | D      | 284    |
| 10              | GT 1.6 | 36  | Porsche System Engineering     | Herbert Linge Ben Pon                    | Porsche 356B Abarth GTL       | Porsche 1.6L Flat-4     | D      | 284    |
| 11              | S 2.0  | 27  | Standard Triumph Motor Company | Les Leston Rob Slotemaker                | Triumph TR4S                  | Triumph 2.0L I4         | D      | 279    |
| 12              | GT 1.3 | 38  | Lotus Engineering              | Bill Allen Trevor Taylor                 | Lotus Elite Mk14              | Climax 1.2L I4          | D      | 268    |
| 13              | GT 1.3 | 40  | Ecurie Edger                   | Bernard Kosselek Pierre Messenez         | Lotus Elite Mk14              | Climax 1.2L I4          | D      | 267    |
| 14              | S 850  | 60  | Abarth & Cie                   | Denis Hulme Angus Hyslop                 | Fiat-Abarth 850S              | Fiat 0.8L I4            | M      | 263    |
| 15              | S 2.0  | 25  | Standard Triumph Motor Company | Marcel Becquart Mike Rothschild          | Triumph TR4S                  | Triumph 2.0L I4         | D      | 262    |
| 16              | GT 1.6 | 34  | Sunbeam Talbot                 | Peter Harper Peter Procter               | Sunbeam Alpine Harrington     | Sunbeam 1.6L I4         | D      | 261    |
| 17              | GT 2.0 | 28  | Equipe Chardonnet              | Jean-Claude Magne Georges Alexandrovitch | AC Ace                        | Bristol 2.0L I6         | M      | 261    |
| 18              | S 850  | 53  | Automobiles Deutsch et Bonnet  | Gérard Laureau Robert Bouharde           | DB HBR4                       | Panhard 0.7L Flat-2     | D      | 257    |
| 19              | S 850  | 45  | Automobiles Deutsch et Bonnet  | André Moynet Jean-Claude Vidilles        | DB HBR5 Coupe                 | Panhard 0.8L Flat-2     | M      | 243    |
| 20              | S 850  | 48  | Automobiles Deutsch et Bonnet  | André Guilhaudin Jacques Grelley         | DB HBR5                       | Panhard 0.8L Flat-2     | M      | 243    |
| 21              | S 850  | 47  | Automobiles Deutsch et Bonnet  | Edgar Rollin René Bartholoni             | DB HBR5                       | Panhard 0.8L Flat-2     | D      | 239    |
| 22              | S 850  | 52  | Automobiles Deutsch et Bonnet  | Jean-Claude Caillaud Robert Mougin       | DB HBR5                       | Panhard 0.8L Flat-2     | D      | 237    |
| Disqualifiziert |        |     |                                |                                          |                               |                         |        |        |
| 23              | GT 1.3 | 35  | Sunbeam Talbot                 | Peter Jopp Paddy Hopkirk                 | Sunbeam Alpine                | Sunbeam 1.6L I4         | D      | 130    |
| Ausgefallen     |        |     |                                |                                          |                               |                         |        |        |
| 24              | S 3.0  | 17  | North American Racing Team     | Pedro Rodríguez Ricardo Rodríguez        | Ferrari 250 TRI/61            | Ferrari 3.0L V12        | D      | 305    |
| 25              | GT 4.0 | 1   | Jean Kerguen                   | Jean Kerguen Jacques Dewez               | Aston Martin DB4 GT Zagato    | Aston Martin 3.7L I6    | D      | 286    |
| 26              | S 2.0  | 30  | Porsche System Engineering     | Jo Bonnier Dan Gurney                    | Porsche 718/4 RS Coupe        | Porsche 1.7L Flat-4     | D      | 262    |
| 27              | GT 1.6 | 37  | Auguste Veuillet               | Pierre Monneret Robert Buchet            | Porsche 356B Abarth GTL       | Porsche 1.6L Flat-4     | D      | 261    |
| 28              | S 850  | 55  | Abarth & Cie                   | Paul Condriller Karl Foitek              | Fiat-Abarth 700S              | Fiat 0.7L I4            | M      | 255    |
| 29              | GT 3.0 | 21  | Ecurie Chiltern                | John Bekaert Richard Stoop               | Austin-Healey 3000            | BMC 2.9L I6             | D      | 254    |
| 30              | S 3.0  | 4   | Essex Racing Stable            | Roy Salvadori Tony Maggs                 | Aston Martin DBR1/300         | Aston Martin 3.0L I6    | D      | 243    |
| 31              | S 2.5  | 23  | Scuderia Ferrari               | Wolfgang von Trips Richie Ginther        | Ferrari Dino 246SP            | Ferrari 2.4L V6         | D      | 231    |
| 32              | S 850  | 54  | Roger Masson                   | Roger Masson Paul Armagnac               | DB HBR4                       | Panhard 0.7L Flat-2     | D      | 208    |
| 33              | GT 1.3 | 39  | Lotus Engineering              | John Wyllie David Buxton                 | Lotus Elite Mk14              | Climax 1.2L I4          | D      | 193    |
| 34              | S 3.0  | 12  | Scuderia Ferrari               | Fernand Tavano Giancarlo Baghetti        | Ferrari 250 GT/TR SWB         | Ferrari 3.0L V12        | D      | 163    |
| 35              | GT 3.0 | 16  | Scuderia Serenissima           | Maurice Trintignant Carlo-Maria Abate    | Ferrari 250 GT SWB            | Ferrari 3.0L V12        | D      | 162    |
| 36              | S 3.0  | 5   | Border Reivers                 | Jim Clark Ron Flockhart                  | Aston Martin DBR1/300         | Aston Martin 3.0L I6    | D      | 132    |
| 37              | S 1.0  | 43  | North American Racing Team     | David Cunningham Ed Hugus                | OSCA Sport 1000               | OSCA 1.0L I4            | D      | 125    |
| 38              | S 850  | 8   | Scuderia Serenissima           | Piero Frescobaldi Raffaele Cammarota     | Fiat-Abarth 700S              | Fiat 0.7L I4            | D      | 124    |
| 39              | GT 3.0 | 18  | North American Racing Team     | Stirling Moss Graham Hill                | Ferrari 250 GT SWB            | Ferrari 3.0L V12        | D      | 121    |
| 40              | GT 2.0 | 29  | Ecurie Lausannoise             | André Wicky Edgar Berney                 | AC Ace                        | Bristol 2.0L I6         | D      | 115    |
| 41              | S 850  | 56  | Abarth & Cie                   | Giorgio Bassi Giancarlo Rigamonti        | Fiat-Abarth 700S              | Fiat 0.7L I4            | M      | 111    |
| 42              | S 850  | 51  | UDT Laystall Racing Team       | Cliff Allison Mike McKee                 | Lotus Elise Mk14              | Climax 0.7L I4          | D      | 102    |
| 43              | GT 1.3 | 41  | Ecurie Los Amigos              | Jean-François Malle Robin Carnegie       | Lotus Elite Mk14              | Climax 1.2L I4          | D      | 86     |
| 44              | S 850  | 50  | Automobiles O.S.C.A.           | Jean Laroche Colin Davis                 | OSCA Sport 750                | O.S.C.A. 0.7L I4        | M      | 85     |
| 45              | GT 3.0 | 19  | North American Racing Team     | George Arents George Reed                | Ferrari 250GT SWB             | Ferrari 3.0L V12        | D      | 76     |
| 46              | S 1.0  | 42  | Donald Healey Motor Company    | John K. Colgate Jr. Paul Hawkins         | Austin-Healey Sprite Sebring  | BMC 1.0L I4             | D      | 64     |
| 47              | GT 3.0 | 15  | Ecurie Francorchamps           | Lucien Bianchi Georges Berger            | Ferrari 250GT SWB             | Ferrari 3.0L V12        | D      | 60     |
| 48              | S 3.0  | 9   | Scuderia Serenissima           | Ludovico Scarfiotti Nino Vaccarella      | Maserati Tipo 63              | Maserati 3.0L V12       | D      | 53     |
| 49              | S 1.0  | 46  | Ecurie Ecosse                  | Ninian Sanderson Alan McKay              | Austin-Healey Sprite Sebring  | BMC 1.0L I4             | D      | 40     |
| 50              | S 2.5  | 22  | Ecurie Ecosse                  | Tom Dickson Bruce Halford                | Cooper T57 Monaco Mk.II       | Climax 3.0L I4          | D      | 32     |
| 51              | S 3.0  | 6   | Briggs Cunningham              | Walt Hansgen Bruce McLaren               | Maserati Tipo 63              | Maserati 3.0L V12       | D      | 31     |
| 52              | GT 4.0 | 3   | Essex Racing Stable            | Lex Davison Bib Stillwell                | Aston Martin DB4 GT Zagato    | Aston Martin 3.7L I6    | D      | 25     |
| 53              | GT 4.0 | 2   | Essex Racing Stable            | Jack Fairman Bernard Consten             | Aston Martin DB4 GT Zagato    | Aston Martin 3.7L I6    | D      | 22     |
| 54              | S 850  | 49  | Abarth & Cie                   | Teodoro Zeccoli Jean Vinatier            | Fiat-Abarth 700S Spyder       | Fiat 0.7L I4            | M      | 15     |
| 55              | S 2.0  | 58  | Ted Lund                       | Ted Lund Bob Olthoff                     | MGA Coupé                     | MG 1.8L I4              | D      | 14     |
| Nicht gestartet |        |     |                                |                                          |                               |                         |        |        |
| 56              | GT 3.0 | 57  | Pierre Dumay                   | Pierre Dumay Roger Delageneste           | Ferrari 250GT SWB             | Ferrari 3.0L V12        |        | 1      |
| 57              | S 1.0  | 44  | Equipe Nationale Belge         | Claude Dubois Gérard Langlois van Ophem  | Fiat-Abarth 1000S             |                         |        | 2      |
| 58              | GT     |     | Chris Lawrence                 | Chris Lawrence                           | Morgan Plus 4                 |                         |        | 3      |
| 59              | GT 3.0 | 61  | Cambridge Racing               | Jim Clark Trevor Taylor                  | Austin-Healey 3000            | BMC 3.0L I4             | D      | 4      |
| 60              | GT 1.3 | 62  | Maurice Pourthault             | Maurice Pourthault Jean Davos            | Lotus Elite MK14              | Coventry Climax 1.2L I4 | D      | 5      |
| 61              | S 850  | 63  | Christian Faucher              | Christian Faucher Jean Jacques Petit     | BMW 700S                      | BMW 0.7L I2             | K      | 6      |
| 62              | S 850  | 52T | Automobiles Deutsch et Bonnet  | Jean-Claude Caillaud Robert Mougin       | DB HBR5                       | Panhard 0.8L Flat-2     |        | 7      |

1 Nicht gestartet
2 Nicht gestartet
3 Technische Abnahme nicht bestanden
4 Erste Reserve
5 Zweite Reserve
6 Dritte Reserve
7 Ersatzwagen, Unfall in Training

### Nur in der Meldeliste
Hier finden sich Teams, Fahrer und Fahrzeuge die ursprünglich für das Rennen gemeldet waren, aber aus den unterschiedlichsten Gründen daran nicht teilnahmen.
| Pos. | Klasse | Nr. | Team                     | Fahrer                                                                            | Chassis          | Motor             | Reifen |
| ---- | ------ | --- | ------------------------ | --------------------------------------------------------------------------------- | ---------------- | ----------------- | ------ |
| 63   | GT 2.0 |     | Morgan                   |                                                                                   | Morgan 4/4       |                   |        |
| 64   | S 3.0  | 18  | Scuderia Serenissima     | Giorgio Scarlatti Carlo-Maria Abate Gianni Balzarini Nino Vaccarella Walt Hansgen | Maserati Tipo 63 | Maserati 3.0L V12 |        |
| 65   | GT 2.0 | 31  | Lotus Engineering        | Trevor Taylor Peter Arundell                                                      | Lotus 19         | Climax 1.2L I4    |        |
| 66   | S 1.5  | 59  | Maurice Martin           | Maurice Martin                                                                    | DB HBR           |                   |        |
| 67   |        |     | Camoradi Racing          | Lloyd Casner                                                                      | Maserati Tipo 61 | Maserati 3.0L V12 |        |
| 68   | GT 2.0 |     | Light Blue               | William McCowen Peter Riley                                                       | AC Ace           | Bristol 2.0L I6   |        |
| 69   | GT     |     | Squadra Virgilia Conrero |                                                                                   | Alfa Romeo       |                   |        |

### Index of Performance
| Pos. | Nr. | Fahrer                                   | Chassis                       | Koeffizient | Platzierung im Gesamtklassement |
| ---- | --- | ---------------------------------------- | ----------------------------- | ----------- | ------------------------------- |
| 1    | 53  | Gérard Laureau Robert Bouharde           | DB HBR4                       | 1.26500     | Rang 18                         |
| 2    | 10  | Oliver Gendebien Phil Hill               | Ferrari 250TRI/61             | 1.22800     | Gesamtsieg                      |
| 3=   | 32  | Edgar Barth Hans Herrmann                | Porsche 718/4 RS Coupe        | 1.21900     | Rang 7                          |
| 3=   | 60  | Denis Hulme Angus Hyslop                 | Fiat-Abarth 850S              | 1.21900     | Rang 14                         |
| 5    | 11  | Willy Mairesse Mike Parkes               | Ferrari 250TRI/61             | 1.21800     | Rang 2                          |
| 6    | 33  | Masten Gregory Bob Holbert               | Porsche 718/4 RS Spyder       | 1.19400     | Rang 5                          |
| 7=   | 14  | Pierre Noblet Jean Guichet               | Ferrari 250 GT Berlinetta SWB | 1.16800     | Rang 3                          |
| 7=   | 24  | Briggs Cunningham William Kimberly       | Maserati Tipo 60              | 1.16800     | Rang 8                          |
| 9    | 7   | Augie Pabst Dick Thompson                | Maserati Tipo 63              | 1.14800     | Rang 4                          |
| 10   | 20  | Bob Grossman André Pilette               | Ferrari 250 GT SWB            | 1.13800     | Rang 6                          |
| 11   | 36  | Herbert Linge Ben Pon                    | Porsche 356B Abarth GTL       | 1.13400     | Rang 10                         |
| 12   | 48  | André Guilhaudin Jacques Grelley         | DB HBR5                       | 1.12800     | Rang 20                         |
| 13   | 38  | Bill Allen Trevor Taylor                 | Lotus Elite Mk14              | 1.12600     | Rang 12                         |
| 14   | 40  | Bernard Kosselek Pierre Messenez         | Lotus Elite Mk14              | 1.12400     | Rang 13                         |
| 15   | 45  | André Moynet Jean-Claude Vidilles        | DB HBR5 Coupe                 | 1.10900     | Rang 19                         |
| 16   | 52  | Jean-Claude Caillaud Robert Mougin       | DB HBR5                       | 1.10000     | Rang 22                         |
| 17   | 27  | Les Leston Rob Slotemaker                | Triumph TR4S                  | 1.09600     | Rang 11                         |
| 18   | 26  | Peter Bolton Keith Ballisat              | Triumph TR4S                  | 1.07700     | Rang 9                          |
| 19   | 34  | Peter Harper Peter Procter               | Sunbeam Alpine Harrington     | 1.04300     | Rang 16                         |
| 20   | 28  | Jean-Claude Magne Georges Alexandrovitch | AC Ace                        | 1.00700     | Rang 17                         |
| 21=  | 47  | Edgar Rollin René Bartholoni             | DB HBR5                       | 1.00000     | Rang 21                         |
| 21=  | 25  | Marcel Becquart Mike Rothschild          | Triumph TR4S                  | 1.00000     | Rang 15                         |

### Index of Thermal Efficiency
| Pos. | Nr. | Fahrer                           | Chassis                   | Durchschnittsgeschwindigkeit | Fahrzeuggewicht | Liter/100 km | Koeffizient | Platzierung im Gesamtklassement |
| ---- | --- | -------------------------------- | ------------------------- | ---------------------------- | --------------- | ------------ | ----------- | ------------------------------- |
| 1    | 34  | Peter Harper Peter Procter       | Sunbeam Alpine Harrington | 146,321 km/h                 | 975 kg          | 15,86        | 1.07000     | Rang 16                         |
| 2=   | 40  | Bernard Kosselek Pierre Messenez | Lotus Elite Mk14          | 149,608 km/h                 | 670 kg          | 14,32        | 1.03000     | Rang 13                         |
| 2=   | 48  | André Guilhaudin Jacques Grelley | DB HBR5                   | 136,203 km/h                 | 559 kg          | 10,52        | 1.03000     | Rang 20                         |
| 4    | 32  | Edgar Barth Hans Herrmann        | Porsche 718/4 RS Coupe    | 171,345 km/h                 | 630 kg          | 21,07        | 1.02000     | Rang 7                          |
| 5=   | 36  | Herbert Linge Ben Pon            | Porsche 356B Abarth GTL   | 159,112 km/h                 | 797 kg          | 18,64        | 0.99000     | Rang 10                         |
| 5=   | 47  | Edgar Rollin René Bartholoni     | DB HBR5                   | 133,963 km/h                 | 505 kg          | 10,04        | 0.99000     | Rang 21                         |
| 7=   | 33  | Masten Gregory Bob Holbert       | Porsche 718/4 RS Spyder   | 173,103 km/h                 | 630 kg          | 22,55        | 0.98000     | Rang 5                          |
| 7=   | 60  | Denis Hulme Angus Hyslop         | Fiat-Abarth 850S          | 147,166 km/h                 | 536 kg          | 13,05        | 0.98000     | Rang 14                         |
| 2    | 10  | Oliver Gendebien Phil Hill       | Ferrari 250TRI/61         | 186,527 km/h                 | 802 kg          | 33,55        | 0.93000     | Gesamtsieg                      |

### Klassensieger
| Klasse                      | Fahrer                  | Fahrer                 | Fahrzeug                     | Platzierung im Gesamtklassement |
| --------------------------- | ----------------------- | ---------------------- | ---------------------------- | ------------------------------- |
| Index of Performance        | Gérard Laureau          | Robert Bouharde        | DB HBR4                      | Rang 18                         |
| Index of Thermal Efficiency | Peter Harper            | Peter Procter          | Sunbeam Alpine Harrington    | Rang 16                         |
| Sportwagen 3.0              | Olivier Gendebien       | Phil Hill              | Ferrari 250 TRI/61           | Gesamtsieg                      |
| Sportwagen 2.5              | kein Teilnehmer im Ziel |                        |                              |                                 |
| Sportwagen 2.0              | Masten Gregory          | Bob Holbert            | Porsche 718/4 RS Spyder      | Rang 5                          |
| Sportwagen 1.0              | kein Teilnehmer im Ziel |                        |                              |                                 |
| Sportwagen 850              | Denis Hulme             | Angus Hyslop           | Fiat-Abarth 850S             | Rang 14                         |
| Gran-Turismo-Wagen 4.0      | kein Teilnehmer im Ziel |                        |                              |                                 |
| Gran-Turismo-Wagen 3.0      | Pierre Noblet           | Jean Guichet           | Ferrari 250GT Berlinetta SWB | Rang 3                          |
| Gran-Turismo-Wagen 2.0      | Jean-Claude Magne       | Georges Alexandrovitch | AC Ace                       | Rang 17                         |
| Gran-Turismo-Wagen 1.6      | Herbert Linge           | Ben Pon                | Porsche 356B Abarth GTL      | Rang 10                         |
| Gran-Turismo-Wagen 1.3      | William Allen           | Trevor Taylor          | Lotus Elite MK14             | Rang 12                         |

### Renndaten
- Gemeldet: 69
- Gestartet: 55
- Gewertet: 22
- Rennklassen: 9
- Zuschauer: unbekannt
- Ehrenstarter des Rennens: Paul Panhard, Präsident des Verbandes der französischen Automobilhersteller
- Wetter am Rennwochenende: kalt, windig und immer wieder Regenschauer
- Streckenlänge: 13,461 km
- Fahrzeit des Siegerteams: 24:00:00,000 Stunden
- Gesamtrunden des Siegerteams: 333
- Gesamtdistanz des Siegerteams: 4476,580 km
- Siegerschnitt: 186,524 km/h
- Pole Position: unbekannt
- Schnellste Rennrunde: Ricardo Rodriguez – Ferrari 250TRI/61 (#17) – 3:59,090 = 201,202 km/h
- Rennserie: 4. Lauf zur Sportwagen-Weltmeisterschaft 1961
- Rennserie: 6. Lauf zum FIA-GT-Cup 1961